# Kușnîrivka, Volociîsk
Kușnîrivka (în ucraineană Кушнирівка) este un sat în comuna Holodeț din raionul Volociîsk, regiunea Hmelnîțkîi, Ucraina.

## Demografie
Componența lingvistică a localității Kușnîrivka
     Ucraineană (99,67%)
     Alte limbi (0,33%)
Conform recensământului din 2001, majoritatea populației localității Kușnîrivka era vorbitoare de ucraineană (99,67%), existând în minoritate și vorbitori de alte limbi.